# Ethan Berends
Pour les articles homonymes, voir Berends.
Ethan Berends, né le 9 octobre 1998 à Coffs Harbour, est un coureur cycliste australien.

## Biographie
En janvier 2018, Ethan Berends s'impose sur le Gravel and Tar, une course néo-zélandaise qui emprunte quelques secteurs en gravier,.

## Palmarès et résultats

### Palmarès par année
- 2018
  - Gravel and Tar

### Classements mondiaux
| Année                                 | 2017  | 2018  |
| ------------------------------------- | ----- | ----- |
| Classement mondial                    | 1553e | 1369e |
| UCI Oceania Tour                      | 35e   | 34e   |
|                                       |       |       |
| Légende : nc = non classéSource : UCI |       |       |